# Urizen

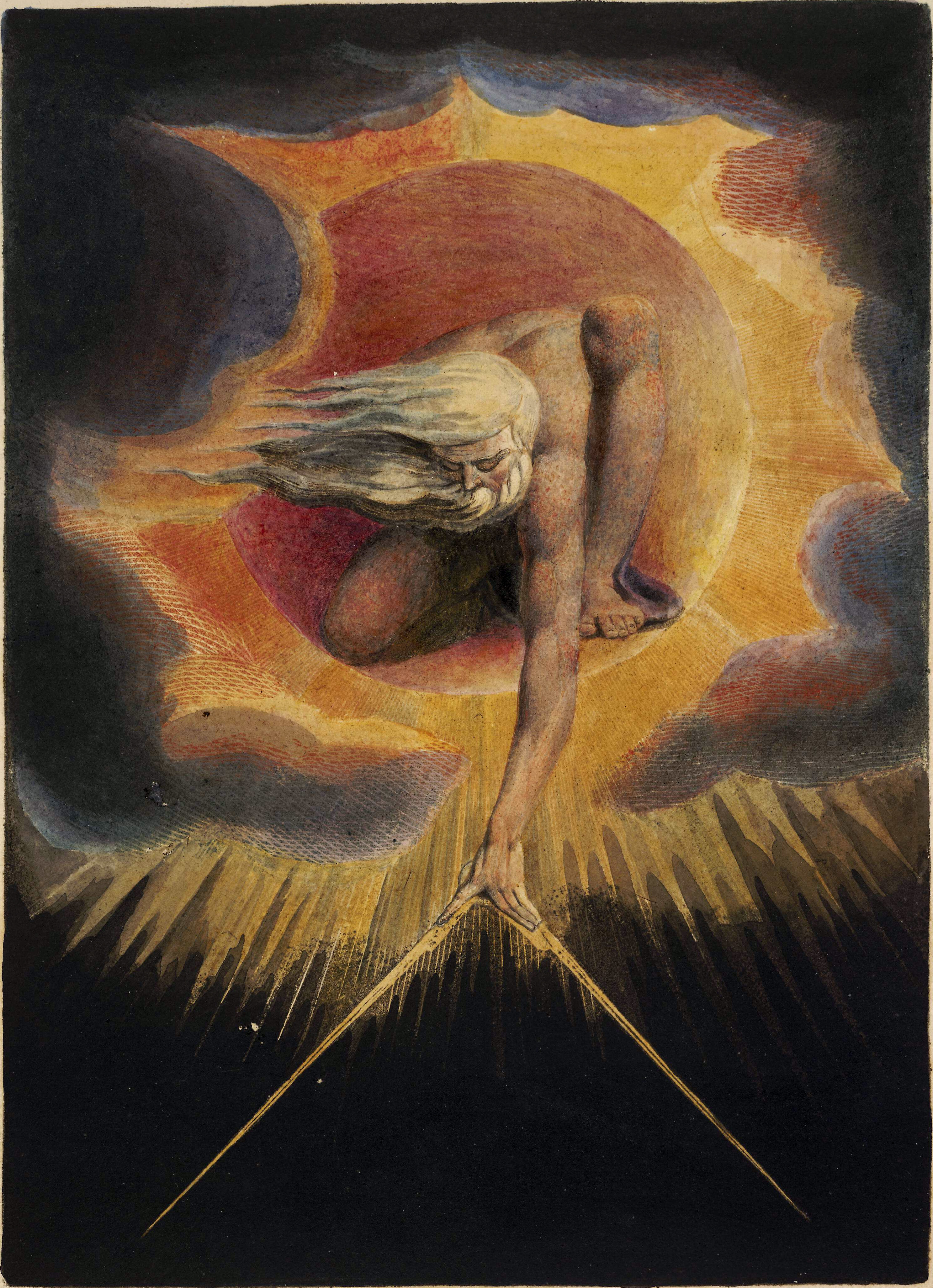
Urizen raffigurato da Blake nell'acquaforte The Ancient of Days

Nella mitologia di William Blake, Urizen è la personificazione del sapere convenzionale e della legge. Viene normalmente raffigurato come un uomo vecchio e barbuto; è alle volte accompagnato da strumenti da architetto, per creare e dirigere l'universo; oppure da reti con le quali intrappola le persone nella ragnatela della legge e della cultura convenzionale.

## Come "Zoa"
Urizen è uno dei quattro Zoa derivanti dalla divisione dell'uomo primordiale, Albione.
La sua emanazione o equivalente femminile è Ahania. Secondo S. Foster Damon, "Ahania" sta per "piacere".

## Figli
Tre delle sue figlie sono Eleth, Uveth e Ona. I figli sono organizzati diversamente in vari componimenti: Thiriel, Utha, Grodna, Fuzon, accostati agli Zoa primigeni. Oppure dodici, come i segni zodiacali ad essi associati, e costruttori delle "Coperture Terrene" (Mundane Shell).

## Interpretazione
I suoi tratti sono simili alla concezione popolare di Yahweh, il Dio del Vecchio Testamento.

Il nome Urizen (pronunciato «iurìzen») potrebbe derivare dall'inglese Your Reason («la tua ragione»), la sapienza riconosciuta della sua esperienza; oppure dal greco horizein, «delimitare» (da cui il nostro «orizzonte»); o forse da entrambi.

Personaggio non benevolo, Urizen opprime Orc, che impersona la passione rivoluzionaria e la creatività e serve la figura del salvatore sofferente.
Egli è anche nemico di Luvah, lo spirito dell'amore.

## Influenze e derivazioni
Urizen ha chiare similarità con la figura filosofica del Demiurgo dello gnosticismo, probabilmente ripreso in gran parte dal Dio dell'Antico Testamento (in particolare, come lo Urizen di Blake, il Demiurgo è un rimodellamento radicale di quella figura, ottenuta dall'espansione del suo contesto originale o traslandola in uno quasi completamente nuovo).
L'immaginario massonico è un'altra possibile fonte per la creazione di Urizen: Blake era attratto dalle speculazioni massoniche e druidiche di William Stukeley.
Il compasso e gli altri simboli del progetto che Blake associa a Urizen sono presi in prestito dal simbolismo massonico che si riferisce a Dio come il "Grande Architetto dell'Universo".